# محطة الماوري (رداع)

تعديل مصدري - تعديل

حارة محطة الماوري هي إحدى حارات مدينة رداع أحد مدن محافظة البيضاء، بلغ تعداد سكانها 629 نسمة حسب تعداد اليمن لعام 2004.